# تایرون بارنت
تایرون بارنت (انگلیسی: Tyrone Barnett؛ زادهٔ ۲۸ اکتبر ۱۹۸۵) بازیکن فوتبال اهل بریتانیا است.
از باشگاه‌هایی که در آن بازی کرده‌است می‌توان به باشگاه فوتبال پیتربورو یونایتد، باشگاه فوتبال کراولی تاون، باشگاه فوتبال مکلسفیلد تاون، باشگاه فوتبال ساوتند یونایتد، باشگاه فوتبال آکسفورد یونایتد، باشگاه فوتبال ایپسویچ تاون، باشگاه فوتبال تلفورد یونایتد، باشگاه فوتبال بریستول سیتی، و باشگاه فوتبال شروزبری تاون اشاره کرد.